# Juvigny-le-Tertre
Juvigny-le-Tertre est une ancienne commune française du département de la Manche et de la région Normandie, devenue le 1er janvier 2017 une commune déléguée au sein de la commune nouvelle de Juvigny les Vallées.
Elle est peuplée de 605 habitants.

## Géographie
La superficie de Juvigny-le-Tertre est de 7,5 km2 avec 283 mètres d'altitude au plus haut au lieu-dit Charlemagne à la limite est de la commune.
| Le Mesnil-Adelée                                      | Le Mesnil-Adelée, Le Mesnil-Tôve (comm. dél. de Juvigny les Vallées | Le Mesnil-Tôve (comm. dél. de Juvigny les Vallées |
| Reffuveille                                           | Juvigny-le-Tertre                                                   | Bellefontaine (comm. dél. de Juvigny les Vallées  |
| Le Mesnil-Rainfray (comm. dél. de Juvigny les Vallées | Le Mesnil-Rainfray (comm. dél. de Juvigny les Vallées               | Romagny (comm. dél. de Romagny Fontenay           |

## Toponymie
Le nom de la localité est attesté sous les formes Juvineyo 1082, de Juvigneio et de Jovigneio au XIIe siècle.
En 1962, Juvigny est devenue Juvigny-le-Tertre.
Tertre du latin populaire *termitem, une « butte de terre », une colline, (voir aussi tumulus).
Le gentilé est Juvignais.

## Histoire
En 1163, Guillaume de Juvigny et son épouse Avalez des Hales (ou Aulis) donne l'église de Juvigny au prieuré du Rocher à Mortain. Le domaine relevait du comté de Mortain. En 1582, Jacques de Saint-Germain obtient du duc de Montpensier la création d'un marché au bourg contre une rente de trois livres.
Le 1er janvier 2017, Juvigny-le-Tertre intègre avec six autres communes la commune de Juvigny les Vallées créée sous le régime juridique des communes nouvelles instauré par la loi no 2010-1563 du 16 décembre 2010 de réforme des collectivités territoriales. Les communes de La Bazoge, Bellefontaine, Chasseguey, Chérencé-le-Roussel, Juvigny-le-Tertre, Le Mesnil-Rainfray et Le Mesnil-Tôve deviennent des communes déléguées et Juvigny-le-Tertre est le chef-lieu de la commune nouvelle.

## Politique et administration

### Liste des maires
| Période                                  | Période          | Identité                        | Étiquette | Qualité                                                            |
| ---------------------------------------- | ---------------- | ------------------------------- | --------- | ------------------------------------------------------------------ |
| Les données manquantes sont à compléter. |                  |                                 |           |                                                                    |
| 1790                                     |                  | Julien Raulin                   |           |                                                                    |
| 17 germinal an 8                         |                  | Nicolas, Charles-François Hédou |           | Commissaire de la République près de l'administration municipale   |
| 23 prairial an 8                         |                  | François Besnier                |           | Notaire                                                            |
| 6 frimaire an 11                         | 1 prairial an 11 | René Vidlou                     |           |                                                                    |
| 14 fructidor an 11                       | 1825             | Félix, Mathurin Besnier         |           | Cultivateur                                                        |
| 1825                                     | 1843             | Jacques Grossin                 |           | Notaire                                                            |
| 12 octobre 1843                          | 15 novembre 1846 | Jacques Jamet                   |           |                                                                    |
| 15 novembre 1846                         | 14 mars 1848     | Joseph Taborel                  |           | Médecin                                                            |
| 14 mars 1848                             | 20 août 1848     | Romain Besnier                  |           |                                                                    |
| 20 août 1848                             | 25 juin 1884     | Joseph Taborel                  |           | Médecin                                                            |
| 25 juin 1884                             | 1908             | Grossin                         |           |                                                                    |
| 1908                                     | 10 novembre 1919 | Gustave Giroult                 |           |                                                                    |
| 10 mars 1919                             | 27 mai 1934      | Gustave Guillard                |           |                                                                    |
| 27 mai 1934                              | 1944             | Duval                           |           |                                                                    |
| 1944                                     | 16 mai 1945      | Soulignac                       |           |                                                                    |
| 16 mai 1945                              | 13 novembre 1948 | Robert Lemonnier                |           | Médecin                                                            |
| novembre 1948                            | 1953             | Eugène Dolé                     |           |                                                                    |
| 1953                                     | 1971             | Robert Lemonnier                |           | Médecin                                                            |
| mars 1971                                | mars 1983        | Jacques Lemonnier               |           | Notaire                                                            |
| mars 1983                                | juin 1995        | André Roussel                   |           | Ancien directeur du collège                                        |
| juin 1995                                | mars 2001        | Gustave Lerebour                |           |                                                                    |
| mars 2001                                | mars 2011        | Philippe Huguet                 | DVD       | Notaire, conseiller général de 2004 à 2011                         |
| mars 2011                                | décembre 2016    | Marie-Hélène Fillâtre           | SE        | Agricultrice, conseillère générale depuis 2011 puis départementale |

| Période      | Période   | Identité              | Étiquette | Qualité                                  |
| ------------ | --------- | --------------------- | --------- | ---------------------------------------- |
| janvier 2017 | mars 2017 | Marie-Hélène Fillâtre | SE        | Agricultrice, conseillère départementale |
| mars 2017    | En cours  | Alain Roussel         | SE        | Technicien maintenance industrielle      |

## Population et société

### Démographie
L'évolution du nombre d'habitants est connue à travers les recensements de la population effectués dans la commune depuis 1793. À partir du 1er janvier 2009, les populations légales des communes sont publiées annuellement dans le cadre d'un recensement qui repose désormais sur une collecte d'information annuelle, concernant successivement tous les territoires communaux au cours d'une période de cinq ans. 
Pour les communes de moins de 10 000 habitants, une enquête de recensement portant sur toute la population est réalisée tous les cinq ans, les populations légales des années intermédiaires étant quant à elles estimées par interpolation ou extrapolation. Pour la commune, le premier recensement exhaustif entrant dans le cadre du nouveau dispositif a été réalisé en 2005,.
En 2022, la commune comptait 605 habitants, en évolution de +3,24 % par rapport à 2016 (Manche : +0,44 %, France hors Mayotte : +2,49 %).
La population de Juvigny est relativement stable depuis deux siècles avec au plus 885 habitants en 1851. Elle est néanmoins en baisse avec, en 2006, 614 habitants, chiffre avoisinant celui de 1921 (607) mais inférieur à celui de 1800 (632).
| 1793 | 1800 | 1806 | 1821 | 1831 | 1836 | 1841 | 1846 | 1851 |
| ---- | ---- | ---- | ---- | ---- | ---- | ---- | ---- | ---- |
| 670  | 632  | 669  | 653  | 802  | 803  | 839  | 880  | 885  |

| 1856 | 1861 | 1866 | 1872 | 1876 | 1881 | 1886 | 1891 | 1896 |
| ---- | ---- | ---- | ---- | ---- | ---- | ---- | ---- | ---- |
| 833  | 818  | 856  | 819  | 795  | 800  | 789  | 819  | 758  |

| 1901 | 1906 | 1911 | 1921 | 1926 | 1931 | 1936 | 1946 | 1954 |
| ---- | ---- | ---- | ---- | ---- | ---- | ---- | ---- | ---- |
| 752  | 762  | 689  | 607  | 629  | 650  | 671  | 644  | 673  |

| 1962 | 1968 | 1975 | 1982 | 1990 | 1999 | 2005 | 2010 | 2015 |
| ---- | ---- | ---- | ---- | ---- | ---- | ---- | ---- | ---- |
| 672  | 691  | 659  | 699  | 742  | 673  | 621  | 610  | 576  |

| 2018 | - | - | - | - | - | - | - | - |
| ---- | - | - | - | - | - | - | - | - |
| 600  | - | - | - | - | - | - | - | - |

### Activités et manifestations
- Fête communale le 1er week-end de juillet (courses cyclistes, vide-grenier…).
- Téléthon du Tertre début décembre (randonnée pédestre, tournoi de pétanque, repas, concours de belote, relais pédestre…).

## Culture locale et patrimoine

### Lieux et monuments
- Église Notre-Dame (1826 et XXe siècle), très endommagée par les bombardements des 2 août et 3 août 1944. Elle abrite les statues d'un saint et son animal (XVe), une Vierge à l'Enfant (XVIIIe), saint Pierre apôtre (XVIIIe), une verrière (XXe), une peinture murale (1958) de Fanny Delaage.
- Croix de cimetière (XIXe siècle).
- Stèle en mémoire des combats de 1944.
- Ferme-manoir du Logis (XVIIIe siècle), ferme pédagogique de la Guibeudière.

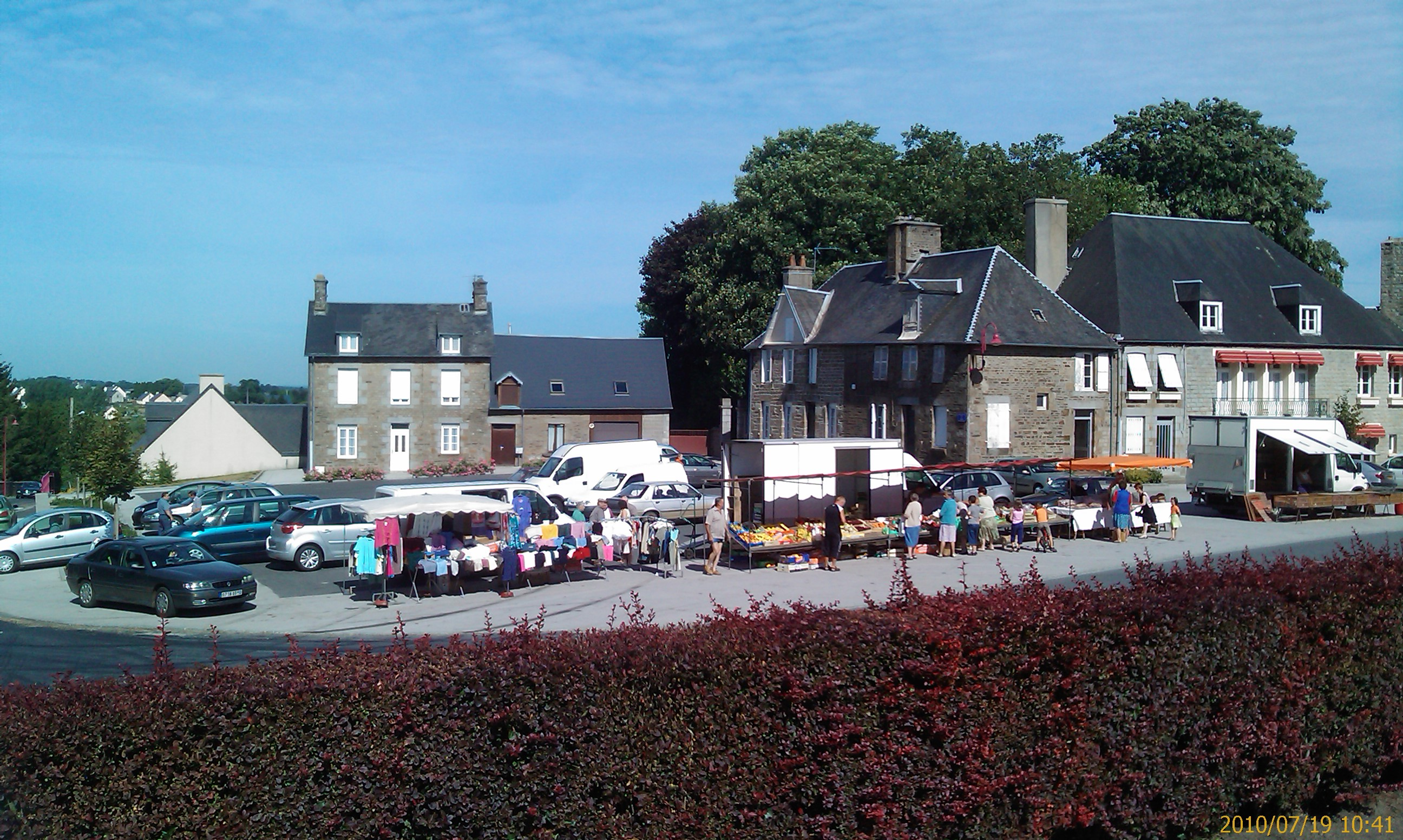
La place de l'Église.
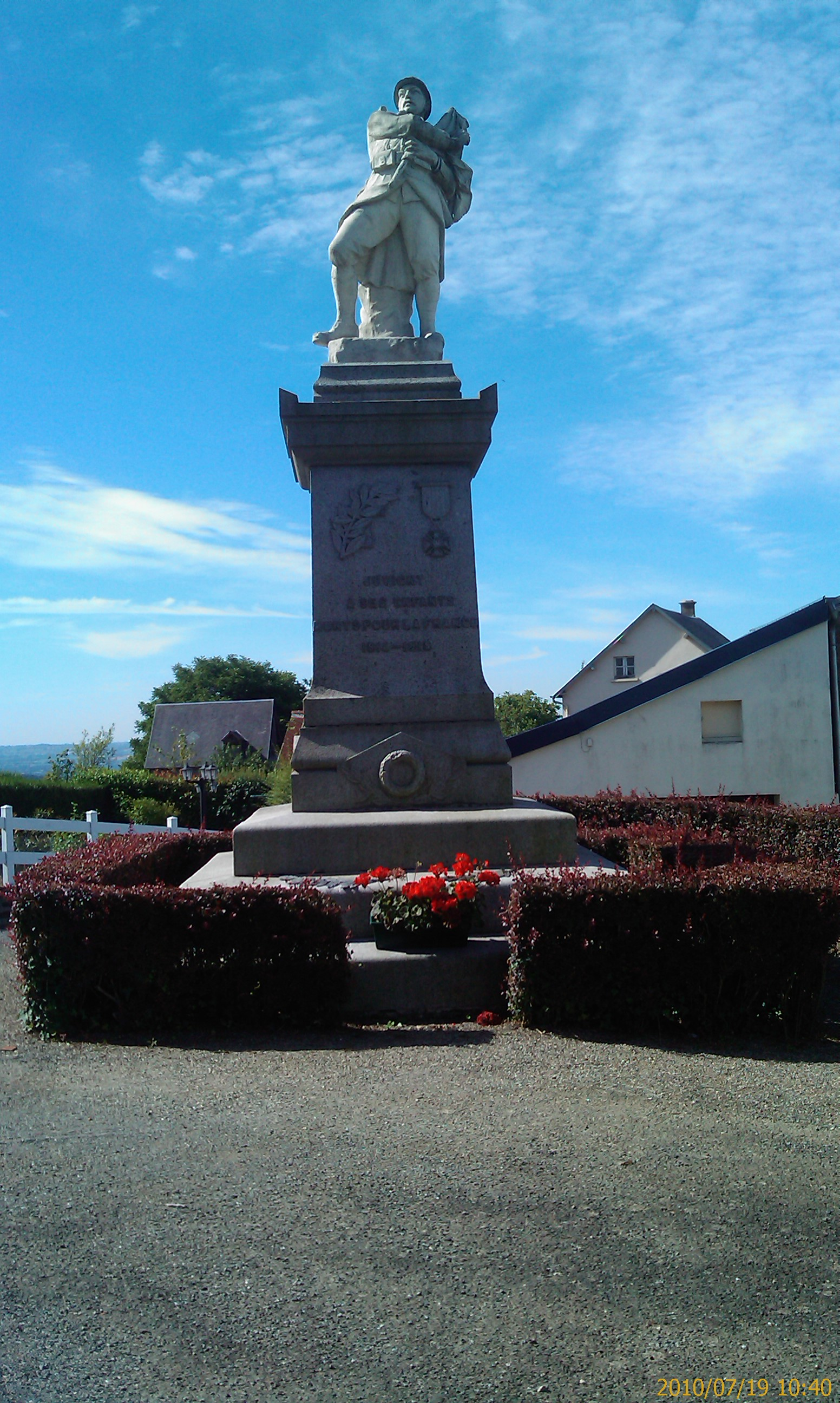
Le monument aux morts.
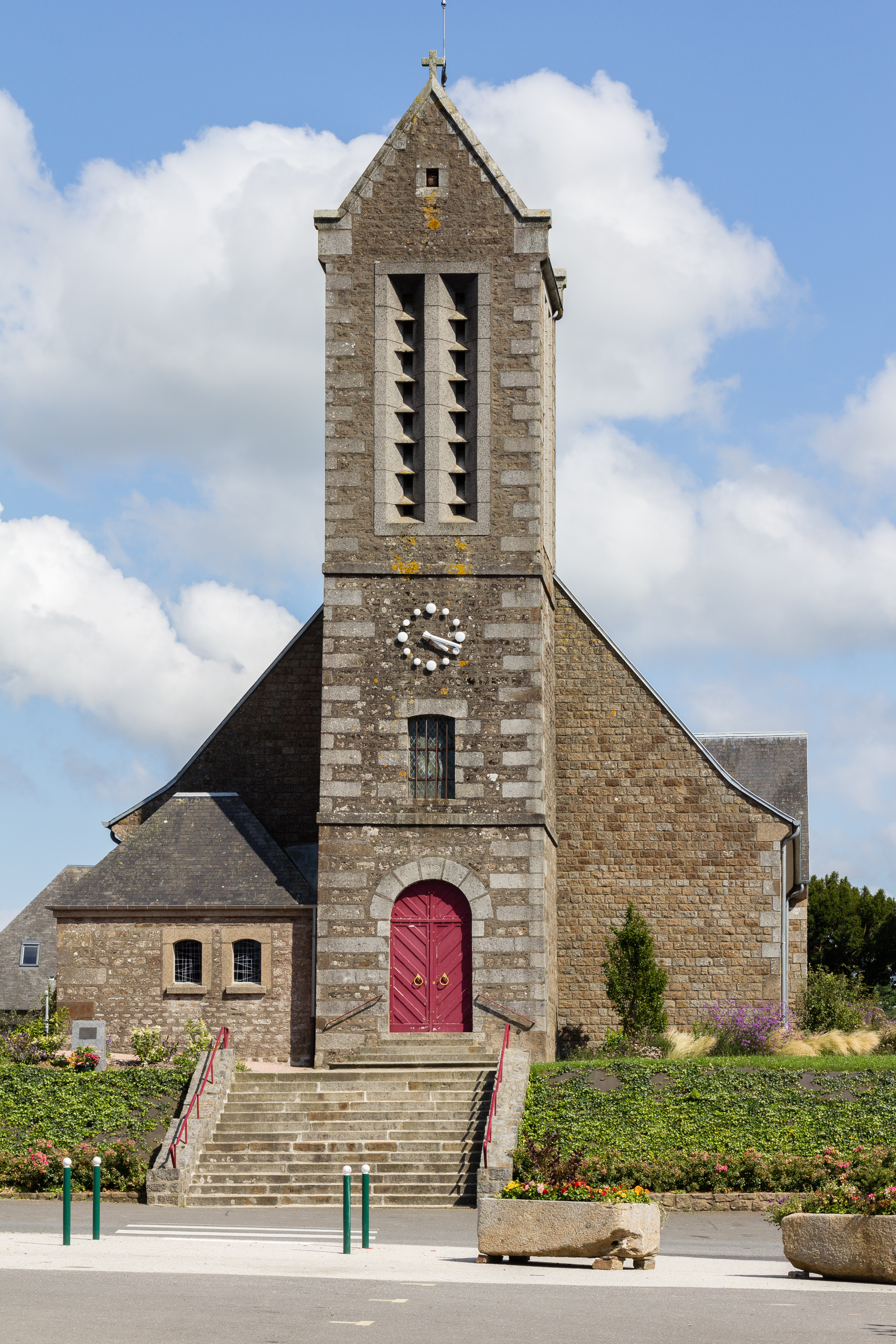
L'église Notre-Dame.

### Héraldique
| Armes de Juvigny-le-Tertre | Les armes de la commune de Juvigny-le-Tertre se blasonnent ainsi : Écartelé : au 1er d'argent à trois besants d'or, aux 2e et 3e d'argent à la croix ancrée d'azur, au 4e d'argent au besant d'or. |